# رايموند كروتي
رايموند كروتي (بالإنجليزية: Raymond Crotty)‏ هو فلاح ومؤلف واقتصادي أيرلندي، ولد في 22 يناير 1925 في كيلكيني في جمهورية أيرلندا، وتوفي في 1994 في دبلن في جمهورية أيرلندا.